# Na Logu
Na Logu – wieś w Słowenii, w gminie Škofja Loka. W 2018 roku liczyła 154 mieszkańców.